# Bureau d'étude Rubin
 (octobre 2008).
Si vous disposez d'ouvrages ou d'articles de référence ou si vous connaissez des sites web de qualité traitant du thème abordé ici, merci de compléter l'article en donnant les références utiles à sa vérifiabilité et en les liant à la section « Notes et références ».
Le Bureau central d'étude et d'ingénierie maritime Rubin (en russe Центральное конструкторское бюро "Рубин", abrégé en ЦКБ "Рубин"), situé à Saint-Pétersbourg, est une entreprise de construction navale russe, spécialisée dans la conception de sous-marins. Plus des deux tiers des sous-marins nucléaires de la marine soviétique ont été produits par Rubin.

## Histoire

### Fondation
Le 4 janvier 1901, le Ministère de la Marine de Russie assigna à trois officiers la tâche de concevoir un sous-marin de combat pour la Marine russe : les lieutenants M.N. Beklemichev et I.S. Goryounov, ainsi que l'architecte naval I.G. Boubnov, employé du ministère aux Chantiers navals de la Baltique où la construction du vaisseau devait avoir lieu.
Le 3 mai de la même année, les trois hommes soumettaient le résultat de leurs études au Ministère de la Marine. La proposition fut acceptée en juillet et le Chantier Naval de la Baltique reçu l'ordre de construire le torpilleur no 113 (qui fut plus tard renommé « sous-marin de combat Dauphin »). Boubnov fut nommé à la tête de la Commission de Construction des Sous-marins, laquelle devint, après de multiples renommages et transformations, le « Bureau Central d'Étude et d'Ingénierie Maritime Roubine ».
La construction du Dauphin s'acheva en 1903 et son succès fut le tremplin pour la création de nouveaux types de sous-marins, plus récents et plus avancés. En 1918, 73 sous-marins des classes Kasatka, Minoga, Akoula, Mordj et Vepr avaient rejoint la Marine russe, et quatre de plus de la nouvelle classe Major-Général Boubnov étaient en construction. 32 de ces sous-marins avaient été conçus par Ivan Boubnov qui fut promu major-général du Corps d'Architecture navale et professeur émérite de l’Académie de marine Nikolaïev.

### L'entre-deux-guerres
En 1926, la Commission de Construction des Sous-marins devint le Bureau Technique no 4, puis, six ans plus tard, fut renommée Bureau d'Études Central de Construction de Navires (Militaires) Spéciaux no 2, dirigé par Boris Mikhaïlovitch Malinine (en). Ce dernier conçut les sous-marins de classe Dekabrist, Leninets et Chtchouka. Un autre cap fut franchi en 1935, quand un ingénieur du Bureau d'Études Central, S.A. Bazilevski, proposa un système de propulsion anaérobie autorisant le fonctionnement du moteur en cycle fermé, aussi bien en surface qu'en immersion. Les sous-marins des séries XII M-92 (S-92, R-1), servir de supports aux essais de ce système.
En 1937, le Bureau prit le nom de Bureau d'Études Central no 18 (CDB-18), et devint une organisation économique indépendante subordonnée au Second Chef de Département du Commissariat du Peuple à l'Industrie de la Défense.

### La Seconde Guerre mondiale
Au début de la Seconde Guerre mondiale, 206 sous-marins de 19 types différents avaient été construits et conçus par le CDB-18. 54 sous-marins supplémentaires furent construits par le Bureau pendant la guerre. Durant le siège de Léningrad, le CDB-18 (résidant à Leningrad) fut évacué vers Gorki.

### Guerre froide

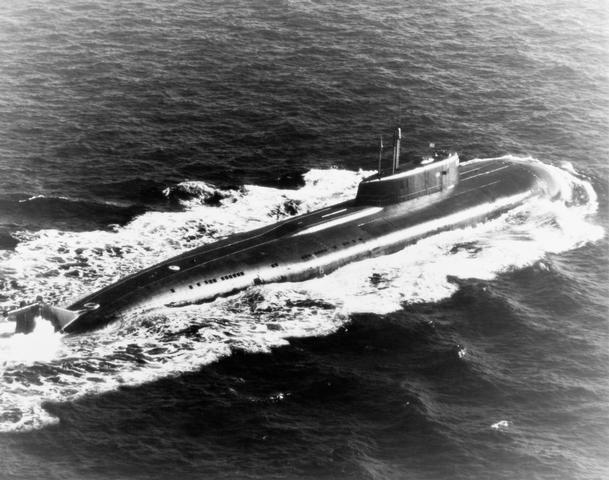
Le sous-marin nucléaire OMSK (K-186) qui devint par la suite le cinquième bateau de la classe Oscar II

En 1947, le CDB-18 acheva le développement de l'Étude Technique no 613 (la classe Whiskey dans le code OTAN). Ce sous-marin torpilleur diesel-électrique de déplacement moyen était une prise en compte des acquis de combats sous-marins entre Allemands et Soviétiques pendant la guerre. Commandées par la Marine en 1951, 215 unités furent construites selon l'Étude 613. Entre 25 et 30 exemplaires furent construits en République populaire de Chine, et les plans furent transmis aux techniciens chinois.
P.P. Poustintsev (ru:Пустынцев, Павел Петрович), qui dirigea le Bureau de 1951 à 1974, élabora le design de l'Étude 641 (classe Foxtrot dans la classification OTAN), dont le développement commença en 1955. Il s'agissait du premier sous-marin soviétique armé de missiles de croisière. La Marine reçu 75 appareils de cette classe en 1963. La même année, la classe Hotel, dont le développement avait commencé en 1956 en tant qu'Étude 658, fut complètement ré-étudiée afin d'être pourvue de la capacité à effectuer des tirs de missiles balistiques (les D-4) depuis une position immergée. Ces travaux furent récompensés par le prix Lénine de 1965. 
En 1963, l'étude technique 667A (code OTAN : classe Yankee), un sous-marin lanceur d'engins nucléaires de deuxième génération, fut développé. En rejoignant la flotte soviétique en 1967, le sous-marin issu de l'Étude 667A devint le premier navire de la plus grande série de sous-marins lanceurs d'engins (34 appareils). Les améliorations apportées à la classe Yankee auraient également inclus des installations pour des missiles à têtes multiples et des missiles de plus longue portée. Les succès des Études Techniques n°667A et n°667B furent récompensés par les prix Lénine de 1970 et de 1974.
En 1966, le CDB-18 pris le nom Rubin. Le développement de la classe Oscar commença en 1971, suivi en 1976 par la classe Typhoon. En 1974, Igor Spassky (en) prit la succession de Poustintsev à la tête du bureau.

## De nos jours

### Économie de marché

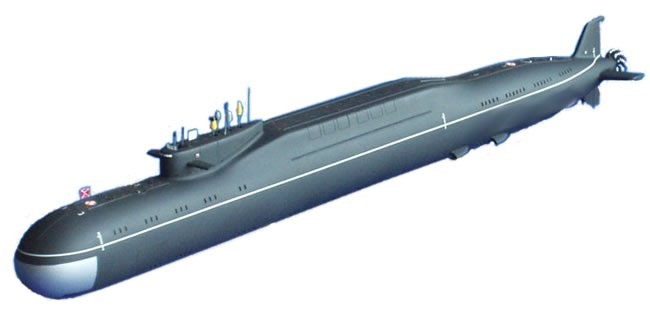
Vue d'artiste d'un sous-marin nucléaire lanceur d'engins de classe Boreï de la Flotte maritime militaire de Russie

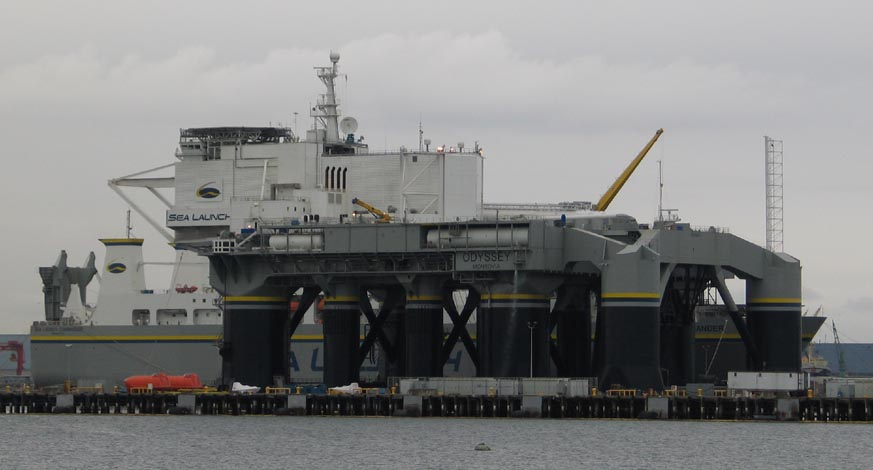
Plate-forme de lancement Ocean Odyssey de la société Sea Launch dans son port d'attache de Long Beach (Californie)

Depuis la Perestroïka, Rubin a continué à produire des sous-marins nucléaires avec des projets tels que la construction d'un porteur de missiles balistiques de quatrième génération (la classe Boreï dont le développement a commencé en 1996) . Rubin travaille également aujourd'hui avec des sociétés étrangères (telles que Halliburton) sur la production de plates-formes pétrolières utilisée pour des forages autour de l'île de Sakhaline dans l'Océan Arctique et dans les eaux de la Corée du Sud.
Dans les années 2000, Rubin se consacre à un nouveau projet : Sea Launch, une méthode de lancement de véhicules spatiaux depuis une plateforme maritime. Pour cela, la compagnie utilise comme base de lancement une plateforme pétrolière spécialement modifiée à cet effet, située au niveau de l'équateur dans l'Océan Pacifique. L'ambition de Sea Launch est de fournir un moyen bon marché pour envoyer des satellites en orbite, environ dix fois moins cher que ce que propose la NASA.
D'autres projets récents incluent un navire cargo sous-marin pour le transport du gaz naturel, un train à grande vitesse, le Sokol pour la ligne Moscou-Saint-Pétersbourg, et un tramway  .